# Madeleine von Heland
Ellen Kristina Madeleine von Heland, född 17 september 1938 i Stockholm, död 17 maj 2013, var en svensk konstvetare. von Heland var under några år professor i konstvetenskap vid Stockholms universitet. Hon var värd för radioprogrammet Sommar i Sveriges Radio P1 den 6 juli 1990. von Heland har medverkat i bland annat SVT-programmet Röda rummet.
1994 utgav von Heland romanen Från Aquilonia – en kärlekshistoria, ett av de första svenska litterära verk (utanför den mera renodlade science fictiongenren) som försöker gestalta en cybernetisk verklighet.
Hon var gift med professor Peter Weissglas.